# أدريان غيريرو
أدريان غيريرو (بالإسبانية: Adrià Guerrero Aguilar) (28 يناير 1998 ببلانيس في إسبانيا - ) هو لاعب كرة قدم إسباني في مركز الدفاع. لعب مع نادي ريوس ديبورتيو.

## وصلات خارجية
- أدريان غيريرو على موقع قاعدة بيانات كرة القدم.إي يو (الإنجليزية)
- أدريان غيريرو على موقع Soccerway.com (الإنجليزية)
- أدريان غيريرو على موقع عالم كرة القدم.نت (الإنجليزية)